# Manfred Kirchgeorg

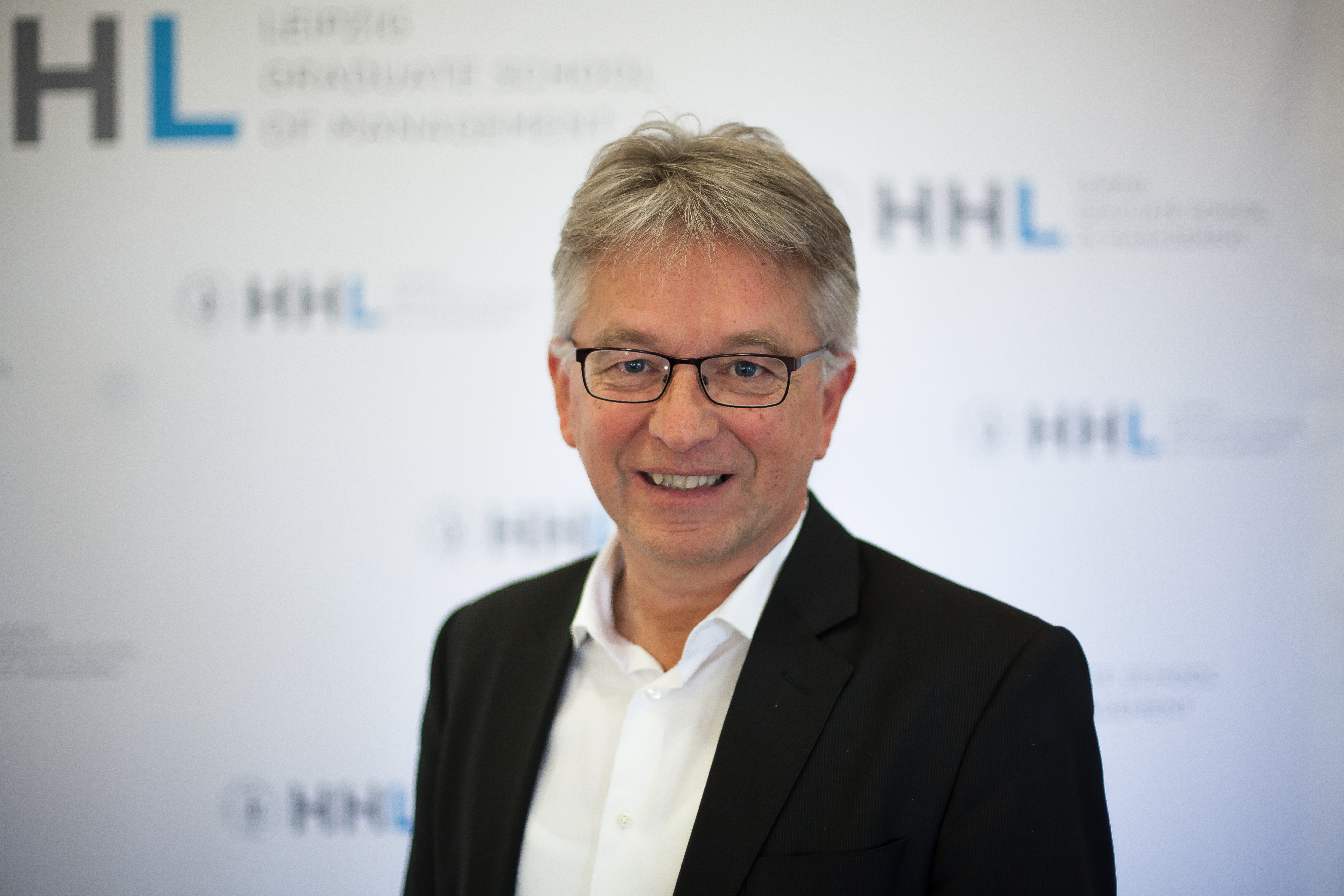
Manfred Kirchgeorg (2014)

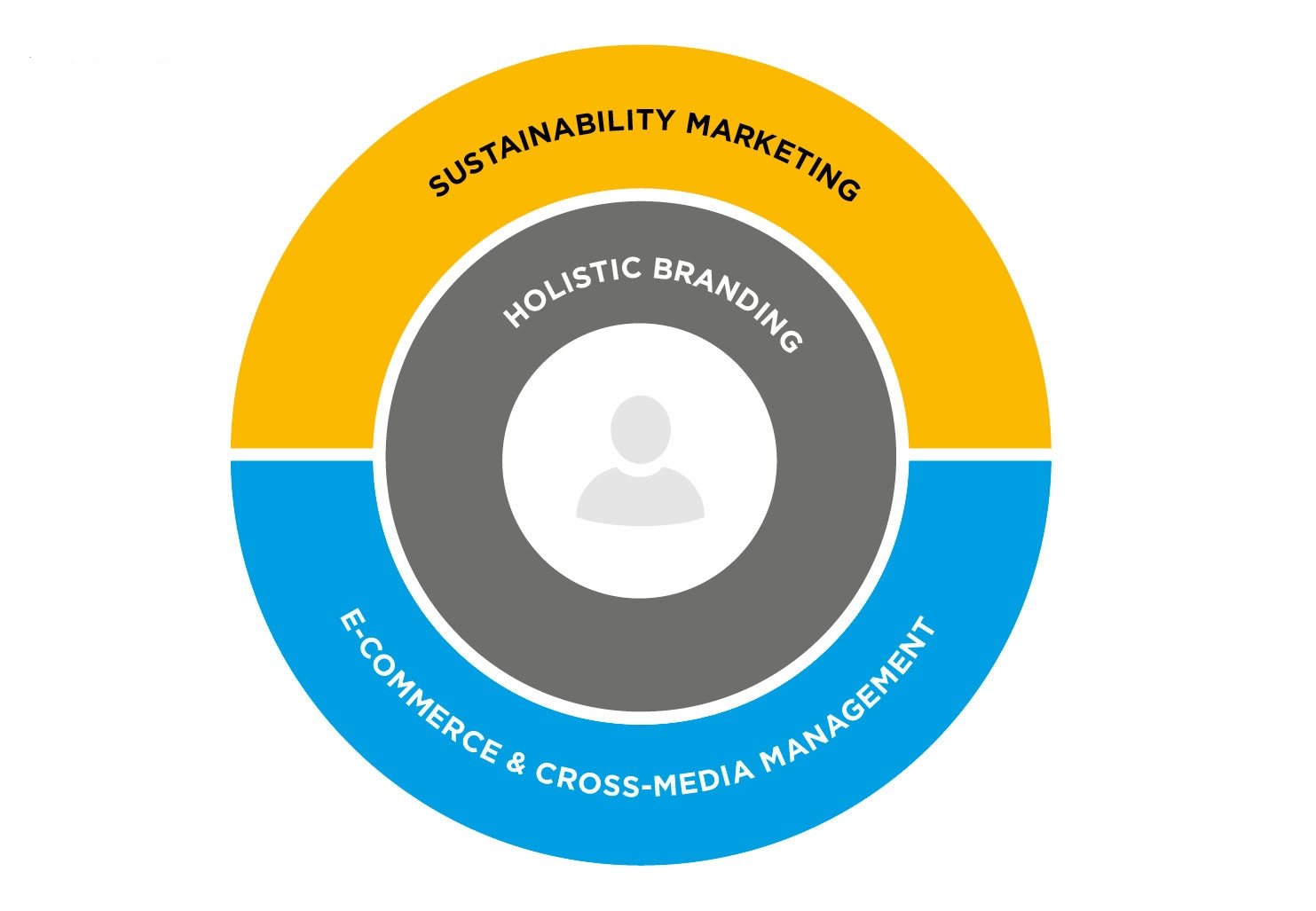
Forschungsfelder des Deutsche-Post-Lehrstuhls für Marketing an der HHL

Manfred Kirchgeorg (* 1958) ist ein deutscher Wirtschaftswissenschaftler, bekannt insbesondere für das Marketing und Nachhaltigkeitsmanagement.

## Leben
Kirchgeorg studierte Betriebswirtschaftslehre an der Westfälischen Wilhelms-Universität, wo er 1985 den Abschluss Diplom-Kaufmann erhielt. Kirchgeorg promovierte 1989 zum Thema "Marktorientiertes Umweltmanagement" und habilitierte 1998 über "Marktstrategisches Kreislaufmanagement", beides an der Westfälischen Wilhelms-Universität.
Kirchgeorg ist seit 1998 Inhaber des Lehrstuhls für Marketing Management an der Handelshochschule Leipzig (HHL Leipzig Graduate School of Management). Sein Lehrstuhl wird seit 2013 durch die Deutsche Post AG, gefördert und trägt seit 2019 die Widmung Deutsche Post Lehrstuhl für Marketing, insbesondere E-Commerce und Crossmediales Management. In vier Competence Centern werden an seinem Lehrstuhl Forschungsprojekte auf die Bereiche Ganzheitliche Markenforschung, Nachhaltigkeits-Marketing, Crossmediales Management und E-Commerce ausgerichtet. In dem von der Financial Times durchgeführten Masters in Management Ranking 2014 wurde der von Kirchgeorg an der HHL vertretene Marketing-Schwerpunkt unter den weltweiten Top-Angeboten auf dem vierten Platz eingestuft.
Als Mitglied im Kernteam der HHL – Leipzig Graduate School of Management hat er gemeinsam mit Timo Meynhardt, Andreas Pinkwart, Andreas Suchanek und Henning Zülch ein „Leipziger Führungsmodell“ entwickelt.
Kirchgeorg nimmt vielfältige Lehraufträge an verschiedenen Universitäten im In- und Ausland wahr. Er ist Mitglied in zahlreichen betriebswirtschaftlichen Verbänden und Vereinigungen. Neben der Mitgliedschaft im Verband der Hochschullehrer für Betriebswirtschaft e. V., der American Marketing Association, der Academy of Management, des Beta Gamma Sigma Chapter of AACSB sowie der Schmalenbach-Gesellschaft für Betriebswirtschaft e. V. ist Kirchgeorg Gründungsmitglied des Automotive Cluster Ostdeutschland (ACOD). Zudem nimmt er Tätigkeiten in verschiedenen Aufsichtsräten wahr, unter anderem bei der Unilever Deutschland Holding GmbH. Er ist Mitglied des Stiftungsrates der Medienstiftung der Sparkasse Leipzig und seit 2006 ist er Vorstandsmitglied der Wissenschaftlichen Gesellschaft für Marketing und Unternehmensführung e. V. sowie der Akademischen Marketinggesellschaft e. V. und Mitglied des von Michael E. Porter gegründeten globalen Netzwerks Microeconomics of Competitiveness (MoC) an der Harvard Business School.  Seit Dezember 2017 ist Prof. Kirchgeorg Vorsitzender des MoC Curriculum Councils. Bei der 3. Internationalen Cluster-Konferenz 2015 des Bundesministeriums für Bildung und Forschung war Kirchgeorg einer der Referenten.
Kirchgeorg ist seit 2014 Chef-Juror des Leipziger Marketingpreises, der jährlich durch den Marketing-Club Leipzig vergeben wird. Außerdem ist er Mitglied der Transferplattform „mission2impact“, die seit 2019 in Innovations- und Beratungsprojekten wissenschaftliche Erkenntnisse für die Praxis aufbereitet. Als Förderprofessor unterstützt er das Netzwerk MTP – Marketing zwischen Theorie und Praxis.

## Schriften
- Manfred Kirchgeorg: Ökologieorientiertes Unternehmensverhalten – Typologien und Erklärungsansätze auf empirischer Grundlage. Wiesbaden 1990, ISBN 3-409-13366-6
- Heribert Meffert, Manfred Kirchgeorg: Marktorientiertes Umweltmanagement – Grundlagen und Fallstudien. 3. Auflage, Stuttgart 1998, ISBN 3-7910-0586-3
- Manfred Kirchgeorg: Marktstrategisches Kreislaufmanagement: Ziele, Strategien und Strukturkonzepte. Wiesbaden 1999, zugleich: Habilitationsschrift, Universität Münster (Westfalen), 1998, ISBN 3-409-18989-0
- Manfred Kirchgeorg, Werner M. Dornscheidt, Wilhelm Giese: Handbuch Messemanagement. Wiesbaden 2003, ISBN 3-409-12417-9
- Bernd Schäppi, Mogens M. Andreasen, Manfred Kirchgeorg, Franz-Josef Radermacher: Handbuch Produktentwicklung. Wiesbaden 2005, ISBN 3-446-22838-1
- Manfred Kirchgeorg, Werner M. Dornscheidt, Wilhelm Giese, Norbert Stoeck: Trade Show Management. Wiesbaden 2005, ISBN 978-3-409-14333-2
- Manfred Bruhn, Manfred Kirchgeorg, Johannes Meier: Marktorientierte Führung im wirtschaftlichen und gesellschaftlichen Wandel. Wiesbaden 2007, ISBN 978-3-8349-0370-9
- Manfred Kirchgeorg, Christiane Springer, Christian Brühe: Live Communication Management: Ein strategischer Leitfaden zur Konzeption, Umsetzung und Erfolgskontrolle. Wiesbaden 2009, ISBN 3-8349-1025-2
- Manfred Kirchgeorg, Beatrice Ermer, Martin Wiedmann: Messen & Live Communication 2020. Berlin 2012. ISBN 978-3-937480-33-6
- Christoph Burmann, Heribert Meffert, Manfred Kirchgeorg: Marketing Arbeitsbuch: Aufgaben – Fallstudien – Lösungen. 11. Auflage, Wiesbaden 2013, ISBN 978-3-8349-3863-3
- Heribert Meffert, Christoph Burmann, Manfred Kirchgeorg, Maik Eisenbeiß: Marketing: Grundlagen marktorientierter Unternehmensführung. Konzepte – Instrumente – Praxisbeispiele. 13. Auflage, (Meffert Marketing Edition), Springer Gabler, Wiesbaden 2019, ISBN 3-6582-1195-4
- Heribert Meffert, Peter Kenning, Manfred Kirchgeorg (Hrsg.): Sustainable Marketing Management – Grundlagen und Cases. Wiesbaden 2014, ISBN 978-3-658-02436-9
- Manfred Kirchgeorg, Timo Meynhardt, Andreas Pinkwart, Andreas Suchanek, Henning Zülch: Das Leipziger Führungsmodell: Führen und beitragen. 3., verb. Auflage, Leipzig 2019. ISBN 978-3-9818509-5-6 ISBN 978-3-9818509-6-3 (EPUB)
- Manfred Bruhn, Manfred Kirchgeorg: Marketing Weiterdenken: Zukunftspfade für eine marktorientierte Unternehmensführung, Wiesbaden 2017, ISBN 3-658-18538-4
- Manfred Kirchgeorg, Werner M. Dornscheidt, Norbert Stoeck: Handbuch Messemanagement – Planung, Durchführung und Kontrolle von Messen, Kongressen und Events, 2. Aufl., Wiesbaden 2018, ISBN 978-3-8349-3368-3